# Crick à ventre bleu
Triclaria malachitacea
Pour les articles homonymes, voir Crick.
Genre
Espèce
Statut de conservation UICN

 NT  : Quasi menacé
Statut CITES
Le Crick à ventre bleu (Triclaria malachitacea) est une espèce d'oiseau appartenant à la famille des Psittacidae.

## Description

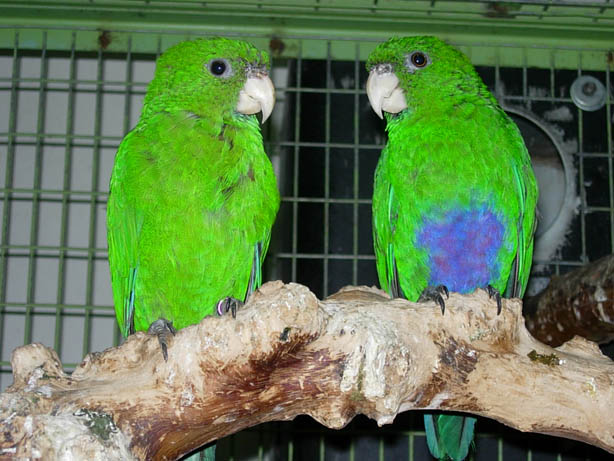
femelle (gauche) & mâle (droite)

Une grande partie de son aire forestière a été détruite en faveur de cultures bananières, de tabac etc.).